# Gayatri (Göttin)

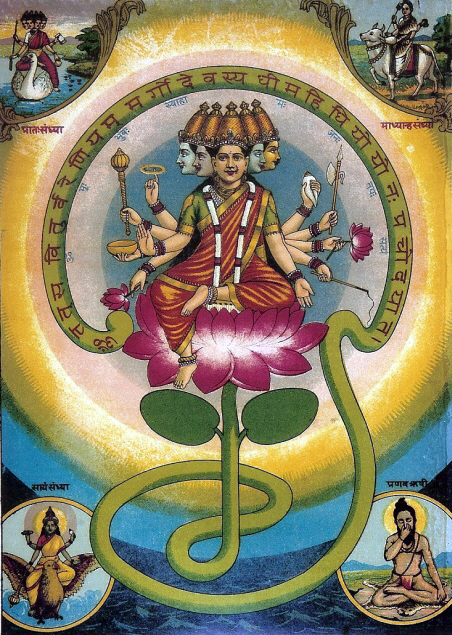
Gayatri

Gayatri (Sanskrit. f., गायत्री, Gāyatrī) ist eine hinduistische Göttin und gilt als Personifikation des Gayatri-Mantras, der bedeutendsten vedischen Hymne, und damit  als dessen personal gedachter Aspekt. Die indische Mythologie beschreibt sie als Frau des Schöpfergottes Brahma.
Die Ikonographie zeigt Gayatri als Göttin in einer Lotosblüte sitzend, oft mit fünf Köpfen, mit zwei, vier oder zehn Armen und mit einem Schwan als Begleittier. Zusammen mit Savitri, der Sonne, und mit Sarasvati, Göttin  der Weisheit und Kunst, repräsentiert sie die drei Phasen der Sonne im Tageslauf, aber auch das dreimal täglich gesungene Mantra: Gayatri steht hier für die aufgehende Sonne und das Morgengebet; Savitri verkörpert die Sonne zu Mittag sowie das Mittagsgebet während Saraswati die  untergehende Sonne sowie das Abendgebet darstellt.
Häufig  betrachten die Schriften Gayatri als identisch mit Savitri und Saraswati.
Die Sonne bedeutet in diesem Zusammenhang nicht nur den physikalischen Himmelskörper, der das   gesamte Leben schafft und von dem es abhängt, den Hinduschriften dient sie auch als Metapher mit spiritueller Bedeutung.
Ein Beispiel aus den Upanishaden:
O Gayatri, du  bist die Lebenskraft und  der Glanz in Allem
Du bist der Ursprung  und Nahrung  der Himmlischen
Du bist das Universum und auch sein Bestand
Du bist alles was existiert und dessen Lebensspanne
Du übertriffst alles
Du bist die Wahrheit des Pranava (Om)
Ich erwecke dich als Gayatri, Spenderin der Erleuchtung
Ich erwecke dich als Savitri, Spenderin des Lebens
Ich erwecke dich als Sarasvati, Spenderin von Weisheit
(Mahanarayana Up.XXV.1)

## Mythologie
Laut Mythologie wurde Gayatri durch einen Zufall die zweite Gattin des Schöpfergottes Brahma: Als er ein Ritual vollziehen wollte, bei dem die Anwesenheit seiner Gattin Sarasvati erforderlich war, ließ diese auf sich warten. Augenblicklich heiratete Brahma daraufhin Gayatri, um das Ritual ausführen zu können. Als Saraswati davon erfuhr, verwünscht sie Brahma zornerfüllt dazu, nur einmal im Jahr Mittelpunkt religiöser Verehrung zu sein.
Eine andere Geschichte aus Bengalen bringt Gayatri mit Vishnu in Verbindung, der drei Frauen hatte, nämlich außer ihr noch Saraswati und Ganga. Diese beiden stritten jedoch ständig und darum übergab er Ganga schließlich an Shiva und Saraswati an Brahma. Er selbst behielt Gayatri als einzige Frau.